# Kopajkošara
Kopajkošara (cyr. Копајкошара) – wieś w Serbii, w okręgu niszawskim, w gminie Svrljig. W 2011 roku liczyła 68 mieszkańców.